# John Joseph Williams
John Joseph Williams (ur. 27 kwietnia 1822 w Bostonie, Massachusetts, zm. 30 sierpnia 1907 tamże) – amerykański duchowny katolicki, biskup, a następnie pierwszy arcybiskup Bostonu w latach 1866-1907.

## Życiorys
Przyszedł na świat w rodzinie irlandzkich imigrantów. Dzieciństwo i lata młodzieńcze spędził pod opieką duchową bp. Fenwicka. Wysłany początkowo na studia do sulpicjańskiego seminarium Montrealu, ukończył ostatecznie swe przygotowania do kapłaństwa w Paryżu. Tam też otrzymał sakrament święceń z rąk miejscowego arcybiskupa Denisa Affre. Po powrocie do kraju był wikariuszem katedry bostońskiej (dziesięć lat później został jej rektorem). W roku 1857 mianowany proboszczem parafii św. Jakuba w rodzinnym mieście. W tym samym roku został wikariuszem generalnym diecezji bostońskiej na polecenie swego przełożonego bp. Johna Fitzpatricka (1812-1866), który był jednocześnie jego osobistym przyjacielem. Podupadające zdrowie ordynariusza sprawiło, iż ks. Williams przejął wiele obowiązków administracyjnych.
9 stycznia 1866 otrzymał nominację biskupią. Miał być odtąd koadiutorem z prawem następstwa swego schorowanego ordynariusza. Sukcesję przejął jeszcze zanim otrzymał sakrę, bp Fitzpatrick zmarł bowiem 13 lutego 1866 roku. Święceń biskupich udzielił mu miesiąc później abp John McCloskey. 12 lutego papież Pius IX dokonał reorganizacji struktur kościelnych w USA. Do rangi metropolii podniesiono m.in. diecezję bostońską, a bp Williams został jej pierwszym metropolitą.
Podczas długich rządów abp. Williamsa w Bostonie m.in. powołano kilka nowych diecezji w Massachusetts i Maine, powstała nowa katedra metropolitalna, a archidiecezja rozwinęła się znacznie. W roku 1891 otrzymał on do pomocy pierwszego w historii archidiecezji biskupa pomocniczego Johna Brady’ego, którego osobiście konsekrował. Od 1906 roku miał też koadiutora z prawem następstwa, którym został dotychczasowy biskup Portland William O’Connell. Brał udział w obradach Soboru Watykańskiego I, a także przyczynił się do powstania Kolegium Ameryki Płn. w Rzymie. W chwili śmierci Williamsa do archidiecezji należało 598 księży, a liczba wiernych wynosiła 850 tys. Był ostatnim ordynariuszem Bostonu, który nie został kardynałem. Od roku 1911 każdy kolejny arcybiskup Bostonu był włączany do kolegium kardynałów.